# Processo a Giovanna d'Arco
Processo a Giovanna d'Arco (Procès de Jeanne d'Arc) è un film del 1962 scritto e diretto da Robert Bresson, Premio Speciale della Giuria al 15º Festival di Cannes.

## Trama
Nel 1431 Giovanna d'Arco viene sottoposta al processo per eresia davanti al tribunale ecclesiastico di Rouen. Il processo, svoltosi senza che la Pulzella potesse avere dei difensori, è presieduto dal vescovo di Beauvais Pierre Cauchon, e viene fortemente influenzato dal potere inglese. Donna dalla forte personalità e dalla profonda fede, dopo quattro mesi di umilianti interrogatori la pulzella d'Orléans viene accusata di eresia, per aver creduto di poter comunicare con Dio direttamente e senza la mediazione della chiesa cattolica – Giovanna afferma infatti di parlare con santa Caterina e santa Margherita e di ricevere conforto da san Michele – e di atti illeciti, per aver indossato abiti maschili. Viene così condannata a morte e giustiziata sul rogo il 30 maggio del 1431.

## Riconoscimenti
- 1962 - Festival di Cannes
  - Premio speciale della giuria
  - Premio OCIC
- 1963 - Semana Internacional de Cine de Valladolid
  - Lábaro de oro